# Kazunoko
Kazunoko (数の子) er en japansk specialitet af rogn fra sild. Rognen kommer hovedsageligt fra Alaska og Canada fra fangede sild. I  Japan høstes de desuden fra kombualger, hvor sildene gyder.
Der findes to tilberedningsformer. Det ene er hoshi-kazunoko, hvor rognen vaskes og tørres. Den anden er shio-kazunoko, hvor rognen vaskes og derefter saltes. Ofre marineres der desuden med sojasovs, dashi, sake og mirin. Kazunoko spises traditionelt med katsuobushi (tunfiskestykker) og sojasovs. Den krydres også ofte med sovs eller dyppes i en miso-dip. Kazunoko bruges også til nigiri-og chirashi-sushi.
I nogle japanske husholdninger spises kazunoko kun som en specialitet til nytår. Kanjiene i navnet kan bogstaveligt læses som "mange børn" og symboliseret derved ønsket om mange børn i det nye år.